# Kirvi
Kirvi er et fjeld i Sumbiar kommuna på Suðuroy i det sydligste Færøerne, det er beliggende vest for bygden Lopra. Kirvi er 236 meter højt og pyramideformet. Toppen af fjeldet kaldes Kirviskollur. 
Fjeldet er synligt fra bygderne Lopra og Nes, mellem Vágur og Porkeri. Syd for Kirvir ligger Beinisvørð og mod nord Eggjarnar

## Skibsforlis i 1742
Om natten den 2. september 1742 sejlede det hollandsk skib Westerbeek på nogle skær ud for Lopranseiði vest for Lopra. Tidligt om morgen drev vraget mod syd og ramte skærene ud for det pyramidelignende fjeld Kirvi. Inden skibet blev slået til vragdele, lykkedes det for mandskabet ved hjælp af den knækkede mast at kravle over til de landfaste klipper og i sikkerhed. 10 mænd kravlede op ad det stejle fjeld for at få hjælp. De delte sig i to grupper og ankom til henholdsvis Vágur og Sumba et par timer senere. 

## Galleri
- Kirvi set fra Porkeri
- Kirvi, højre Beinisvørð
- Kirvi
- Set fra Porkeri